# Jasło (Landgemeinde)
Die Gmina wiejska Jasło ist eine Landgemeinde im Powiat Jasło der Woiwodschaft Karpatenvorland in Polen. Sitz der Gemeinde ist die Stadt Jasło, die jedoch der Gmina nicht angehört. Die Gmina hat eine Fläche von 93 km² und 16.227 Einwohner (Stand 31. Dezember 2020).

## Verwaltungsgeschichte
Von 1975 bis 1998 gehörte die Landgemeinde zur Woiwodschaft Krosno.

## Gliederung
Zur Landgemeinde Jasło gehören folgende 18 Ortschaften, die 17 Schulzenämter (sołectwo) bilden:
Bierówka
Brzyście
Chrząstówka
Gorajowice
Jareniówka
Kowalowy
Łaski-
Sobniów
Niegłowice
Niepla
Opacie
Osobnica
Szebnie
Trzcinica
Warzyce
Wolica
Zimna Woda
Żółków